# ヘンリー・パジェット (第2代アングルシー侯爵)
第2代アングルシー侯爵ヘンリー・パジェット（英: Henry Paget, 2nd Marquess of Anglesey,PC DL、1797年7月6日 – 1869年2月）は、イギリスの貴族、廷臣、ホイッグ党の政治家。ヴィクトリア朝初期の1839年から1841年にかけて宮内長官を務めた。

## 生涯
軍人ヘンリー・パジェット（のち初代アングルシー侯爵・陸軍元帥）と妻キャロライン・ヴィリアーズとの息子として生まれた。異母弟にクラレンス・パジェット卿、アルフレッド・パジェット卿、ジョージ・パジェット卿がいる。
1820年にアングルシー選挙区から出馬して当選、以降は1832年までホイッグ所属の庶民院議員として議席を占めた。懸案のカトリック解放法案については反対であり、解放反対から容認に転じたウェリントン首相やサー・ロバート・ピール内相を批判した。しかしピールの方も「（態度の変化があったのはあなたの父親の）アングルシー侯爵も同じではないか」と切り返し、パジェットが慌てて父を擁護するなどの応酬があった。パジェットは最後まで法案に反対したが、4月13日には1829年ローマ・カトリック信徒救済法が成立した。
1833年6月15日、いまだ父が存命ながら、繰上勅書によりパジェット男爵位を継承して貴族院に列した。1837年、侍従たる議員に選ばれ、1839年まで同職にあった。同年、宮内長官と枢密顧問官に就任し、1841年まで長官職を務めた。廷臣時代の評判は良くなく、女王ヴィクトリアは彼を『品のない人』とみなしていたとされ、宮中でも愛人を囲っているとの噂もあったという。
1854年、父が死去するとアングルシー侯爵を継承した。
1869年、自邸のあるボーディザートで急死した。長男ヘンリーが侯爵位を継承した。

## 人物
熱心なスポーツマンで、射撃、狩猟、競馬、クリケットに情熱を注いだほか、道徳的には父と似通っていたとされる。

## 家族
1819年にエレノア・キャンベル（Eleanora Campbell 、1828年没、ジョン・キャンベルの娘）と結婚、一男二女をもうけた。
- ヘンリー・パジェット（1821年 - 1880年）- 第3代アングルシー侯爵
- エレノア・カロライン・パジェット（1848年没）- 1847年にサー・サンドフォード・グラハムと結婚。
- コンスタンス・パジェット（1823年 - 1878年）- 1846年に第11代ウィンチルシー伯爵（英語版）と結婚、子あり。

1833年にヘンリエッタ・バゴット（サー・チャールズ・バゴットの娘）と再婚した。
- ヘンリー・パジェット（1835年 - 1898年） - 第4代アングルシー侯爵
- アレクサンダー・バゴット（1839年 - 1896年）- 1880年にヘスター・ステイプルトン=コットンと結婚、子あり。
- バークリー・パジェット（1844年 - 1913年）- 1877年にフロレンス・チェットウィンドと結婚。
- フローレンス・パジェット（1842年 - 1907年） - 1864年にヘンリー・チャップリンと婚約するも、直後に第4代ヘイスティングズ侯爵と駆け落ち[6]。その後、サー・ジョージ・チェットウィンド（英語版）と再婚[6]。